# Jörns distrikt
Jörns distrikt är ett distrikt i Skellefteå kommun och Västerbottens län. Distriktet ligger omkring Jörn i norra Västerbotten.

## Tidigare administrativ tillhörighet
Distriktet inrättades 2016 och utgörs av en del av området som Skellefteå stad omfattade till 1971, delen som före 1967 utgjorde Jörns socken.
Området motsvarar den omfattning Jörns församling hade 1999/2000.

## Tätorter och småorter
I Jörns distrikt finns en tätort och en småort.

### Tätorter
- Jörn

### Småorter
- Renström